# Mamady Kaba
Pour les articles homonymes, voir Kaba.
Mamady Kaba est un docteur, spécialiste des droits de l'homme et homme politique guinéen.
Le 12 janvier 2022, il est nommé conseiller au sein du Conseil national de la transition en tant que personne ressource,,.